# Hilma Barcklind
.
Hilma Alfrida Nadeschda Barcklind, född Matsson den 31 oktober 1883 i Stockholm, död den 9 december 1970 i Oscars församling i Stockholm, var en svensk opera- och operettsångerska (sopran) och skådespelare. 

## Biografi
Barcklind tog sånglektioner för Jeanette Jacobsson, Davida Hesse och John Forsell. Hon debuterade 1906 som Anna i Friskytten på Kungliga Teatern. Därefter fick hon engagemang på Anton Salmsons Operett-teatern 1909–1910, vid Carl Barcklinds sällskap 1911–1912 och hos Albert Ranft 1912–1922 och 1925–1927. 
Hilma Barcklind är begravd på Norra begravningsplatsen utanför Stockholm. Hon var gift första gången från 1909 med bankdirektören Ragnar Nyström och andra gången från 1913 med skådespelaren Carl Barcklind.

## Filmografi (urval)
- 1913 – De lefvande dödas klubb
- 1919 – Hemsöborna
- 1942 – Vårat gäng
- 1944 – Prins Gustaf
- 1946 – Hotell Kåkbrinken
- 1951 – Puck heter jag
- 1952 – Klasskamrater

## Teater

### Roller i urval
| År   | Roll                          | Produktion                                                                | Regi        | Teater                     |
| ---- | ----------------------------- | ------------------------------------------------------------------------- | ----------- | -------------------------- |
| 1904 | Fanchette                     | Figaros bröllop Pierre de Beaumarchais                                    |             | Svenska teatern, Stockholm |
| 1909 | Drottningen                   | H.K.H. Léon Xanrof, Ivan Caryll och Jules Chancel                         |             | Operett-teatern            |
| 1912 |                               | Kommanditbolaget Wall, Berger & C:o Einar Fröberg                         | Knut Nyblom | Vasateatern                |
| 1915 | Angéle Didier, operasångerska | Greven av Luxemburg Franz Lehár, Alfred Maria Willner och Robert Bodansky |             | Oscarsteatern              |
| 1918 |                               | Läderlappen Johann Strauss d.y., Karl Haffner och Richard Genée           |             | Oscarsteatern              |

### Radioteater
| År   | Roll             | Produktion                                                  | Regi           |
| ---- | ---------------- | ----------------------------------------------------------- | -------------- |
| 1940 | Lovisa, kokerska | 33,333 Algot Sandberg                                       | Carl Barcklind |
| 1940 | Lovisa           | När nämndemansmoras Ida skulle bortgiftas Nanna Wallensteen | Carl Barcklind |